# William Hunter (homme politique canadien)
Pour les articles homonymes, voir William Hunter et Hunter.
William Hunter (28 septembre 1858-8 mars 1939) est un homme politique canadien de la Colombie-Britannique. Il est député provincial conservateur de la circonscription britanno-colombienne de Slocan de 1907 à 1916 et de 1920 à 1924.

## Biographie
Né à Hemmingford dans le Canada-Est (maintenant Québec), Hunter étudie à l'Île-du-Prince-Édouard. S'établissant en Colombie-Britannique en 1884, il travaille dans la construction de chemins de fer pendant deux ans. Ensuite, il travaille dans la construction de ponts dans l'État de Washington aux États-Unis jusqu'en 1889, moment où il s'installe à Nelson. Sur place, il exerce la métier de mineur et contribue à la construction de l'International Hotel de Nelson. Après avoir opérer l'hôtel pendant cinq mois, il vend l'établissement et ouvre un magasin général à New Denver. En 1891, il s'établit sur le site de la future ville de Silverton et construit un navire qu'il opère ensuite sur le lac Slocan (en). Deux ans plus tard, il ouvre un magasin à Silverton et ouvre des succursales à travers la région. Il sert également comme juge de paix.
Hunter meurt à Silverton (en) en mars 1939 à l'âge de 80 ans.